# Black Paintings
Black Paintings ist die Bezeichnung für eine Serie von monochromen Bildern in Schwarz.

## Geschichte
Das erste monochrome Bild in Schwarz stammt von dem russischen Maler Kasimir Malewitsch: Schwarzes Quadrat auf weißem Grund (1915).
Ende der 1940er Jahre begannen amerikanische Künstler wie Willem de Kooning, Franz Kline, Mark Rothko, Robert Motherwell, Robert Rauschenberg, Frank Stella und Ad Reinhardt, sich intensiv mit der Farbe Schwarz zu beschäftigen.
Die schwarzen Gemälde entstanden vor dem Hintergrund einer Aufbruchstimmung im New York der Nachkriegszeit, die neben der Kunst auch Musik, Theater und Literatur erfasste und zu einem neuen Selbstverständnis und einer grundsätzlichen Neupositionierung der amerikanischen Kunst führte.
Maler wie Robert Motherwell, Willem de Kooning und Jackson Pollock begründeten zusammen mit Barnett Newman, Mark Rothko und anderen die erste Generation der New York School, die sich von den Einflüssen der europäischen Tradition lossagte und die Kunst des 20. Jahrhunderts fortan maßgeblich prägen sollte. New York wurde neben Paris zum Zentrum der künstlerischen Avantgarde.
Ad Reinhardt konzentrierte sich in seinen letzten Schaffensjahren nur noch auf die Produktion schwarzer Gemälde.

## Zitate
„Black was a sacred colour for the Abstract Expressionists, it was their lapis lazuli; they made a mystique of it, partly perhaps because of its austerity, partly perhaps because there was something splendidly macho in being able to produce a good strong black.“

„Schwarz war eine heilige Farbe für die Abstrakten Expressionisten, es war deren Lapislazuli; sie machten ein Mysterium daraus, vielleicht teils aufgrund ihrer Ernsthaftigkeit oder weil sie irgendetwas herrlich Machohaftes darin sahen, ein gutes kräftiges Schwarz zu erzeugen.“